# Esther Rolle
Esther Elizabeth Rolle (Pompano Beach, 8 novembre 1920 – Culver City, 17 novembre 1998) è stata un'attrice e danzatrice statunitense.
Divenne nota principalmente per aver interpretato negli anni settanta il ruolo di Florida Evans, una casalinga madre di famiglia timorata di Dio, nelle sitcom della CBS Maude e Good Times.

## Biografia

### Infanzia e formazione
Esther Rolle nacque a Pompano Beach, Florida, da due immigrati dalle Bahamas, nati e cresciuti nella capitale Nassau: Jonathan Rolle (1883–1953), un contadino, ed Elizabeth Iris Dames (1887–1981). I due si trasferirono in Florida poco dopo il loro matrimonio, ed ebbero 18 figli (tra cui l'attrice sorella della Rolle, Estelle Evans), di cui Esther era la decima.
Esther si diplomò alla Blanche Ely High School di Pompano Beach, prima afroamericana in assoluto in quella scuola, per poi continuare a studiare con determinazione, inizialmente allo Spelman College di Atlanta, e poi a New York, all'antico Hunter College, che però abbandonò per via di una brutta esperienza razzista. In seguito frequentò la "tollerante" New School di Manhattan e poi la prestigiosa Università di Yale, mantenendosi lavorando temporaneamente in un negozio d'abbigliamento di New York.

## Carriera

### Danza
Esther Rolle iniziò la sua carriera artistica come ballerina, membro della compagnia di ballo di Asadata Dafora, la "Shogolo Oloba", poi ribattezzata "Compagnia di danza africana del teatro", di cui divenne anche la direttrice nel 1960.

### Teatro
La Rolle iniziò a recitare in teatro, debuttando sul palcoscenico nel 1962 a New York, nella pièce teatrale The Blacks, per poi apparire in altre produzioni come Il crogiuolo di Arthur Miller e Blues per Mr. Charlie. Il suo ruolo teatrale più importante fu quello di Miss Maybell nel musical di Broadway Don't Play Us Cheap (1972) di Melvin Van Peebles (padre della blaxploitation), personaggio che riprese nel successivo adattamento cinematografico del 1973.
Nel 1977 interpretò Lady Macbeth (nella versione influenzata da Haiti di Orson Welles) del celebre Macbeth di William Shakespeare, sul palco dell'Henry Street Federal Theatre di Manhattan.

### Televisione
Dopo alcune apparizioni cinematografiche non accreditate negli anni sessanta, Esther Rolle raggiunse la notorietà con il ruolo di Florida Evans, che mantenne per tutti gli anni settanta in ben due sitcom: prima nella serie televisiva Maude, e poi nel telefilm Good Times, serie per cui l'attrice venne candidata ai Golden Globe 1975 come Migliore attrice in una commedia musicale.
L'attrice lottò duramente per far aggiungere una figura paterna alla serie, che si concretizzò nel personaggio di James Evans, marito della protagonista che venne interpretato da John Amos (di 19 anni più giovane), aggiunto solo dopo che la Rolle aveva anche insistito affinché la serie toccasse temi più importanti e avesse sceneggiature più rilevanti. Era invece delusa del successo del personaggio di J.J. Evans, interpretato da Jimmie Walker, che credeva rendesse lo spettacolo frivolo.
Dopo il licenziamento di John Amos, in una situazione di crisi per il produttore Norman Lear, anche Esther Rolle lasciò volontariamente la serie quando il suo contratto giunse a conclusione. La serie proseguì senza di lei per la quinta stagione, e l'attrice tornò soltanto per la sesta e ultima stagione dello spettacolo. Nel 1979 vinse anche un Premio Emmy per il suo ruolo nel film per la TV L'estate del mio soldato tedesco.
L'attrice apparve in altre serie TV come The Incredible Hulk (1996), e come ospite a sorpresa al talk show VH-1 di RuPaul, nonché in una serie di spot televisivi di hotline negli anni novanta, con il celebre motto "Dì loro che ti ha mandato Esther!".

## Vita privata
Esther Rolle fu sposata dal 1955 al 1975 con Oscar Robinson. I due non ebbero figli.

## Filmografia

### Cinema
- Nothing but a Man, regia di Michael Roemer (1964) - non accreditata
- Su per la discesa (Up the Down Staircase), regia di Robert Mulligan (1967) - non accreditata
- Cleopatra Jones: licenza di uccidere (Cleopatra Jones), regia di Jack Starrett (1973)
- Summer of My German Soldier, regia di Michael Tuchner (1978)
- I Know Why the Caged Bird Sings, regia di Fielder Cook (1979)
- P.K. and the Kid, regia di Lou Lombardo (1987)
- Jamaica Cop (The Mighty Queen), regia di Carl Schenkel (1989)
- A spasso con Daisy (Driving Miss Daisy), regia di Bruce Beresford (1989)
- La voce del silenzio (House of Cards), regia di Michael Lessac (1993)
- Gli anni dei ricordi (How to Make an American Quilt), regia di Jocelyn Moorhouse (1995)
- Fuga dalla Casa Bianca (My Fellow Americans), regia di Peter Segal (1996)
- Rosewood, regia di John Singleton (1997)
- Down in the Delta, regia di Maya Angelou (1998)

### Televisione
- The Bold Ones: The Senator – serie TV, episodio 1x08 (1971)
- Maude – serie TV, 45 episodi (1972-1974)
- Good Times – serie TV, 109 episodi (1974–1979)
- L'incredibile Hulk (The Incredible Hulk) – serie TV, episodio 3x07 (1979)
- La camera oscura (Darkroom) – serie TV, episodio 1x05 (1981)
- Flamingo Road – serie TV, 3 episodi (1982)
- Fantasilandia (Fantasy Island) – serie TV, episodio 6x19 (1983)
- Detective per amore (Finder of Lost Loves) – serie TV, episodio 1x06 (1984)
- La signora in giallo (Murder, She Wrote) – serie TV, episodio 2x06 (1985)
- Poltergeist – serie TV, episodio 3x13 (1998)

## Doppiatrici italiane
- Laura Rizzoli in Cleopatra Jones: licenza di uccidere
- Roberta Rem in Good Times
- Elsa Camarda in La signora in giallo
- Flora Carosello in A spasso con Daisy
- Germana Dominici in Rossella

## Riconoscimenti
- Golden Globe
  - 1975 - Candidatura per la migliore attrice in un film commedia o musicale per Good Times
- Premio Emmy
  - 1979 - Migliore attrice protagonista in una serie commedia per L'estate del mio soldato tedesco
- NAACP Image Award
  - 1989 - Candidatura per la migliore attrice in una serie drammatica per American Playhouse
  - 1997 - Candidatura per la migliore attrice non protagonista per Rosewood
  - 1998 - Hall of Fame Award[12]